# Эр-Чадак
Эр-Чадак (Чадак, алт. Эр-Чаадак. монг. Чадак ? — 1787гг) — внутренний канцлер - цзайсян империи Цин

## Происхождение
Подлинное происхождение и принадлежность цзайсяна спорно. Потапов Л. П. и Самаев считают его алтайцем-теленгитом
Также есть версии о его принадлежности к предкам современных тувинцев. Предположительно его потомки ныне проживают в Баян-Ольгийском автономном округе и являются тувинцами.

## Биография
После смерти Джунгарского правителя Галдан-Церена начинается гражданская война и трагичные события Третьей Ойратско-Манчжурской войны, в ходе которого границу ханства оккупирует Империя Цин.
Войска империи вплотную подошли к Алтаю и пригрозили местным князьям полным уничтожением при непринятии власти императора. В ходе спора уговоров и подкупа некоторые ойратские тайши и зайсаны перешли на сторону Цин, в том числе и цзайсян Чадак.
Ревностно служа Цинской армии он проводит серию нападений на других зайсанов и главным образом сосредоточивается в нападениях на горный Алтай. Он получил приказ вынудить алтайских князей принять подданство империи Цин любыми способами, вместе с зайсаном Бооколом, он пленил зайсана Намжила, казнил 7 человек старшины Ибеля. Он также старается пленить князя Омбо
В конце лета — начале осени 1758 года цинские власти послали в Горный Алтай отряд для поиска сыновей зайсана Боокола. Этот отряд дошёл до Кергешеской волости. Позднее кергешцы сообщили пограничному дозорщику Мельникову, что в составе цинского войска находились цзайсян Чадак, зайсан Чулун и 60 телесских воинов.
В 1760-м году казахский батыр Барак вторгается на территорию Улуса Чадака. Он быстро реагирует и, являясь подданным Цин, собирает под свое начальство войско и отправляется вслед за Бараком заставляя того отступить с территории Горного Алтая и даже вторгается в «киргизскую степь». В 1763 году Чадак, во главе трехтысячного войска, совершает нападение на зайсана Кокшина и разбивает его
Всех пленных в Горном Алтае Чадак распорядился поселить в своем отоке под бдительным присмотром своих людей, однако всё же многие из них бежали.

## В культуре
Зайсан Чадак вошёл в мифологию и легенды алтайцев, как князь-изменщик и предатель.
По легенде, Чадак с войском пытался взять одну из алтайских крепостей, но потерпел поражение. Отступая, он велел начертать на скале надписи предрекающие потомкам поражение и велел никогда не ходить на Алтай войной.
Эр-Чадак является одним из ключевых персонажей исторической драмы «Сыновья Солтона» и является главным антагонистом произведения.